# مستی عرفانی
مستی عرفانیرسیدن به اگاهی ودریافت جدید ازهستی وجهان به گونه ای درآن  هستی یک مجموعه  واحداست که همان تجلی خداست  سر از پا نشناختن در راه وصال معشوق حقیقی است. مستی، حالت قربی است که در آن، حقایق علم غیب، برای عارف مکشوف و مشهود می‌گردد، و او نیز، در آن حال به افشاء اسرار و رموزی دست می‌زند، که در حالت عادی از باز گوئی آن‌ها احتراز می‌نموده‌است. مستی، خود فراموشی و حال فنا شدن در حق است، عارف در مستی عرفانی، ما سوی الله را نمی‌بیندو حتی انکار وجود خویش نیز می‌پردازد، وهمه چیز را خدائی می‌بیند، و در همه چیز وهمه جا فقط خدا را مشاهده می‌کند. عارف در مستی عرفانی، پا بر فرق همه لذائذ، حتی لذت‌های بهشتی می‌زند، نعمات بهشتی را هوی هوس می‌انگارد و جز به بهشت لقاء نمی‌اندیشد.ر